# Zimmerman (Familienname)
Zimmerman ist ein englischer Familienname.

## Namensträger
- Alfred Rudolph Zimmerman (1869–1937), niederländischer Jurist und Politiker
- Andrea Luka Zimmerman (* 1969), Filmemacherin, Künstlerin, Aktivistin
- Arthur Augustus Zimmerman (1869–1936), US-amerikanischer Radrennfahrer
- Angelo Zimmerman (* 1984), Fußballspieler für Curaçao
- Bailey Zimmerman (* 2000), US-amerikanischer Countrysänger
- Dale Allan Zimmerman (1928–2021), US-amerikanischer Biologe und Ornithologe
- Dan Zimmerman (* 1974), US-amerikanischer Filmeditor
- Dean Zimmerman (* 1974), US-amerikanischer Filmeditor
- Derrick Zimmerman (* 1981), US-amerikanischer Basketballspieler
- Don Zimmerman (Donald Zimmerman, 1944–2025), US-amerikanischer Filmeditor
- Earl G. Zimmerman (* 1943), US-amerikanischer Biologe
- Elwood Curtin Zimmerman (1912–2004), US-amerikanischer Insektenkundler
- Fernando Zimmerman (* 1992), Fußballspieler für Curaçao
- Franklin B. Zimmerman (* 1923), US-amerikanischer Musikwissenschaftler
- Fred R. Zimmerman (1880–1954), US-amerikanischer Politiker
- Gary Zimmerman (* 1961), US-amerikanischer American-Football-Spieler
- George Zimmerman (* um 1984), US-amerikanischer Nachbarschaftswächter, Beteiligter am Todesfall Trayvon Martin
- George O. Zimmerman (* 1935), US-amerikanischer Physiker
- Heinie Zimmerman (1887–1969), US-amerikanischer Baseballspieler
- Herman F. Zimmerman (* 1935), US-amerikanischer Artdirector und Szenenbildner
- Howard Zimmerman (1926–2012), US-amerikanischer Chemiker
- Ike Zimmerman (1907–1967), US-amerikanischer Gitarrist
- James Zimmerman (1923–1999), US-amerikanischer Physiker
- Jan Wendel Gerstenhauer Zimmerman (1816–1887), niederländischer Maler und Lithograf
- Jo Ann Zimmerman (1936–2019), US-amerikanische Politikerin
- Joey Zimmerman (* 1986), US-amerikanischer Filmschaffender
- John Zimmerman (* 1973), US-amerikanischer Eiskunstläufer
- Jonathan Zimmerman (* 1961), US-amerikanischer Bildungshistoriker
- Joshua Zimmerman (* 2001), Fußballspieler für Curaçao
- Joshua D. Zimmerman (* 1966), US-amerikanischer Neuzeithistoriker
- Kathy Zimmerman (* 1972), US-amerikanische Badmintonspielerin
- Krystian Zimerman (* 1956), polnischer Pianist
- Lisa Cole Zimmerman (* 1969), US-amerikanische Fußballspielerin
- Lorenz E. Zimmerman (1920–2013), US-amerikanischer Mediziner, Augenarzt und Pathologe
- Nikolai Wladimirowitsch Zimmerman (1890–1942), russisch-sowjetischer Astronom und Hochschullehrer
- Nilo Zimmerman (* 1986), spanischer Schauspieler und Kameramann
- Orville Zimmerman (1880–1948), US-amerikanischer Politiker
- Paul Zimmerman (Politiker) (Paulus Johannes Zimmerman; * 1958), niederländisch-chinesischer Unternehmer, Umweltschützer und Politiker
- Paul D. Zimmerman (1938–1993), US-amerikanischer Drehbuchautor und Filmkritiker
- Preston Zimmerman (* 1988), US-amerikanischer Fußballspieler
- Rebecca Zimmerman (* 1990), kanadische Ruderin
- Robert Zimmerman (Schwimmer) (1881–1980), kanadischer Schwimmer und Wasserspringer
- Robert Allen Zimmerman, Geburtsname von Bob Dylan (* 1941), US-amerikanischer Musiker, Dichter und Maler
- Robert D. Zimmerman (* 1952), US-amerikanischer Autor
- Roy Zimmerman (* 1957), US-amerikanischer Musiker und Satiriker
- Ryan Zimmerman (* 1984), US-amerikanischer Baseballspieler
- Simone Zimmerman (* 1990), US-amerikanische Menschenrechtsaktivistin
- Steven C. Zimmerman (* 1957), US-amerikanischer Chemiker
- Suzanne Zimmerman (1925–2021), US-amerikanische Schwimmerin, siehe Suzanne Edwards
- Thessaly Zimmerman (* 1994), arubanische Schönheitskönigin
- Tianna Zimmerman, kanadische Schwimmerin
- Trent Zimmerman (* 1968), australischer Politiker
- Walker Zimmerman (* 1993), US-amerikanischer Fußballspieler